# Tournoi de tennis de la Guadeloupe
L'Open de Guadeloupe, Internationaux masculins de tennis est un tournoi international de tennis masculin de l'ATP Challenger Tour qui se déroule au Gosier en Guadeloupe depuis 2011.
Appelé Orange Open les trois premières années, quand Orange était partenaire-titre de l'événement, le tournoi a changé de nom en 2014.
Tournoi de l'ATP Challenger Tour doté de 100 000 $, c'est le plus important des Caraïbes et le 3e tournoi ATP Challenger le plus important de France. L'Open de Guadeloupe se déroule entre la fin mars et début avril, les dates précises changeant à chaque édition selon le calendrier de l'ATP.
Parmi les vainqueurs des précédentes éditions, figurent le Belge David Goffin et le Français Benoît Paire, ultérieurement membres du top 20 mondial, et l'Américain Steve Johnson, futur membre du top 40. 
Après une interruption d'un an en 2017, l'édition 2018 de l'Open de Guadeloupe se déroulera du 26 mars au 1er avril, au centre de ligue de Bas-du-Fort, au Gosier.

## Résultats

### Simple
| Année      | Dotation     | Vainqueur       | Finaliste              | Score           | Tableau  |
| ---------- | ------------ | --------------- | ---------------------- | --------------- | -------- |
| 14/03/2011 | 100 000 $ +H | Olivier Rochus  | Stéphane Robert        | 6-2, 6-3        |          |
| 27/03/2012 | 100 000 $ +H | David Goffin    | Mischa Zverev          | 6-2, 6-2        |          |
| 25/03/2013 | 100 000 $ +H | Benoît Paire    | Serhiy Stakhovsky      | 6-4, 5-7, 6-4   |          |
| 31/03/2014 | 100 000 $ +H | Steve Johnson   | Kenny de Schepper      | 6-1, 65-7, 7-62 |          |
| 30/03/2015 | 100 000 $ +H | Ruben Bemelmans | Édouard Roger-Vasselin | 7-66, 6-3       |          |
| 04/04/2016 | 100 000 $ +H | Malek Jaziri    | Stefan Kozlov          | 6-2, 6-4        |          |
| 2017       | Non joué     | Non joué        | Non joué               | Non joué        | Non joué |
| 26/03/2018 | 85 000 € +H  | Dušan Lajović   | Denis Kudla            | 6-4, 6-0        |          |

### Double
| Année      | Vainqueurs                            | Finalistes                        | Score             |
| ---------- | ------------------------------------- | --------------------------------- | ----------------- |
| 14/03/2011 | Riccardo Ghedin Stéphane Robert       | Arnaud Clément Olivier Rochus     | 6-2, 5-7, [10-7]  |
| 27/03/2012 | Pierre-Hugues Herbert Albano Olivetti | Paul Hanley Jordan Kerr           | 7-5, 1-6, [10-7]  |
| 25/03/2013 | Dudi Sela Jimmy Wang                  | Philipp Marx Florin Mergea        | 6-1, 6-2          |
| 31/03/2014 | Tomasz Bednarek Adil Shamasdin        | Gero Kretschmer Michael Venus     | 7-5, 65-7, [10-8] |
| 30/03/2015 | James Cerretani Antal van der Duim    | Wesley Koolhof Matwé Middelkoop   | 6-1, 6-3          |
| 04/04/2016 | James Cerretani Antal van der Duim    | Austin Krajicek Mitchell Krueger  | 6-2, 5-7, [10-8]  |
| 2017       | Non joué                              | Non joué                          | Non joué          |
| 26/03/2018 | Neal Skupski John-Patrick Smith       | Ruben Bemelmans Jonathan Eysseric | 7-63, 6-4         |